# Városháza (Kaposvár)
A kaposvári városháza a város főterén, a Kossuth tér 1. szám alatt található.

## Története

### Korábbi épületek
A kaposvári városháza mindig is nagyjából azon a helyen állt, ahol ma. Az első ilyen célt szolgáló egyszerű épületben, ahol a Bárány vendéglő is működött, a 19. század különböző időszakaiban berendeztek elemi iskolát, csendőrlaktanyát, sőt, még kocsmát is, 1828 elején pedig Balogh István színtársulata tartott előadást az ülésteremben. Ahogy azonban növekedett a város, nagyobb épületre volt szükség, ezért 1867-ben a Bárány mellett új, emeletes városházát kezdtek építeni, amely 1868 novemberére készült el. Itt kapott otthont a városi rendőrség is, valamint több szervezet alakuló ülését tartották irodáiban: itt jött létre a város református gyülekezete, 1887-ben itt alakult újjá az önkéntes tűzoltó- és mentőegyesület, 1894-ben itt szerveződött meg a Kerületi Betegsegélyező Pénztár, néhány év múlva pedig az Osztrák-Magyar Bank helyi fiókja.

### A mai épület
A 19. század végétől kezdve Kaposvár rendkívül gyors fejlődésnek indult, lakossága rövid idő alatt megtöbbszöröződött, így a néhány évtizede épült városháza is kicsinyek bizonyult. 1900 októberében született meg a határozat a Bárány vendéglő lebontásáról és egy új városháza építéséről. A tervpályázatra 32 munka érkezett be, közülük Kopeczek György és Kertész Róbert budapesti építészeké lett a győztes, igaz, utólag változtattak az elképzelésen, mivel eredetileg csak kétszintes lett volna az épület, de ehelyett háromszintesnek épült meg. Az építkezés 1902 júniusában kezdődött meg zalaegerszegi vállalkozók irányításával, ők azonban magas fizetésért budapesti munkásokat alkalmaztak, ezért a helyi építőmunkások néhány nappal a munkálatok megkezdése után tüntetést szerveztek, ahol még a rendőrséggel is összecsaptak. A helyi ipartestület és a sajtó is melléjük állt, segítségükkel pedig a városvezetés elérte, hogy a munkák jó részét mégis kaposvári mesterek végezhessék. Így a helyi Szarka János készíthette el az asztalosmunkákat (köztük a főbejárati lépcsőház lengőajtóit és a Teleki utcai fakapukat), Lukics Ferenc és Gottlieb Zsigmond a lakatos- és festőmunkát, Hudetz József (az ő halála után Borovitz Manó) pedig a kőfaragó- és műkövesfeladatokat végezték. Csupán néhány szakmunkát bíztak budapestiekre: a fűtőberendezéseket Knuth Károly, a festett üvegablakokat pedig Róth Miksa készítette, valamint a nagyterem famunkáit is fővárosiakkal végeztették. Ez utóbbi 1903. december 21-én fejeződött be.

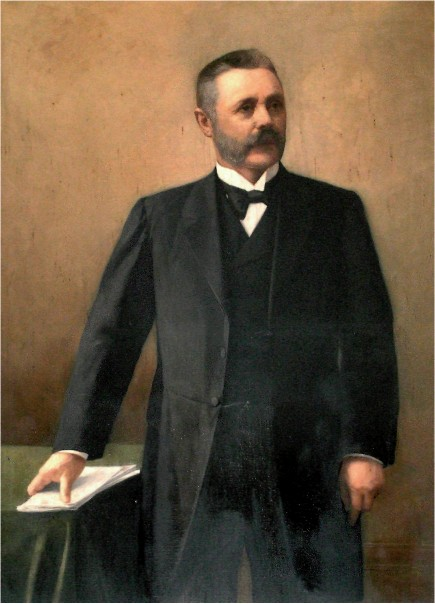
Németh István polgármester. Bacskay Béla olajfestménye.

Bár az építkezés lényegi része 1903-ra elkészült, az ünnepélyes avatásra csak 1904. március 15-én került sor. Reggel 9 órára városlakók sokasága tódult a nagyterembe, a Kaposvár című lap tudósítása szerint „A karzatot díszes hölgyközönség foglalta el, melynek ez alkalommal nyílt első ízben módja arra, hogy meghallgassa a képviselő-testület ülését.” Az ünnepség előtt a képviselők a szomszédos plébániatemplomban vettek részt misén, majd megkezdődött a díszközgyűlés, ahol Németh István polgármester a városok, és azon belül Kaposvár hivatását ismertette beszédében, majd Siposs Géza főjegyző a város történelméről és a városháza építéséről tartott előadást.
A tornyon elhelyezett, sárkányt formázó vízköpőket 1960-ban újakra cserélték, ezeket Kovács Gy. József készítette (tömegük 16–18 kg volt, és darabjuk 44 részből állt), de 2005-ben ezek helyett is újak készültek Szabó Tamás bádogosmester jóvoltából. A Teleki utcai iskola megüresedése után annak épületét is egyesítették a városházával, 1996-ban pedig Borbás Gábor tervei alapján felépült az ötszintes déli épületszárny is. 2000-ben okmányiroda nyílt a városházán, 2010-ben pedig újabb átalakítás következett: Kárpáti Kálmán és ifjabb Lőrincz Ferenc elképzelései szerint átépítették a Városház utcai (déli) bejáratot, valamint mélygarázst építettek az épülethez. Amikor 2004-ben a szomszédos Teleki utcában megnyílt a Széchenyi István Kereskedelmi és Vendéglátóipari Szakképző Iskola tanétterme–tanszállodája, azt az egykori Bárány vendéglő emlékére Bárány fogadónak keresztelték el.
2002-ben Szita Károly polgármester ötlete alapján a tornyon egy 18, számítógép által vezérelt harangból álló harangjátékot helyeztek el, ami óránként lejátszik egy-egy dallamot. 2014-ben a színes, akkor 110 éves üvegablakokat is felújították.
Az épületben ma a városi önkormányzat testületei és hivatalai működnek. Az önkormányzati üléseket a díszteremben tartják, de házasságkötő teremként is funkcionál.

### A városháza híres vendégei
A kaposvári városházát története során számos híres ember látogatta meg, köztük sok író és politikus:
- Rákosi Jenő, 1904. október
- Gróf Bethlen István miniszterelnök, 1924.
- Báró Kemény János, Molter Károly, Nyirő József, Szemlér Ferenc és Tompa László az Erdélyi Szépmíves Céh képviseletében, 1935. november
- Szabó Lőrinc és Weöres Sándor, 1938. április
- Kéthly Anna, 1946.
- Németh László és Illyés Gyula, 1948. május
- Déry Tibor és Tamási Áron, 1948. október
- Losonczy Pál, 1973.
- Csoóri Sándor, 1992. november
- Tőkés László, 1994.
- Göncz Árpád, 1994.
- Orbán Viktor, 1998.
- Boross Péter, 2003.
- Schmitt Pál, 2011.

## Az épület
A városháza, ahogy Kaposvár egykori főmérnöke, Bereczk Sándor elképzelése alapján sok más épület a városban, úgy helyezkedik el a tér sarkán, hogy bejárata egy 45°-ban levágott falrészen található. Ezen bejárat fölött balusztrádos integerőerkély helyezkedik el, amit két oszlop tart. Több szinttel efölött még egy másik, kisebb erkély is elhelyezkedik, kovácsoltvas korláttal, két keskeny ikerablak előtt (bár az egyik „ablak” valójában egy ajtó). A torony tetején mind a négy oldalon egy-egy óraablakkal díszített, meredek timpanon zárja a homlokzatot.
A tornyon kívüli épületrészek lábazata magas, efölött a földszinti homlokzatnak különös vakolt architektúrája van: stokkolt felületű építőkövekre emlékeztet. A Teleki utcai szárny öttengelyes, emeletei ablakai közül kettő építészetileg kiemelt: ezek síkja előreugrik, sarkaikon oszlopok állnak, fölöttük pedig a torony timpanonjaihoz hasonló a tetőkialakítás. Ennek a szárnynak a toronytól távolabbi végén szárazkapualj vezet az udvarra, a kapu zárókövén a város címere látható. A Noszlopy utcai szárny összetettebb, 4+3+4+2-tengelyes, középrizalitját három óriásablak és timpanonok hangsúlyozzák.

### Nevezetességei

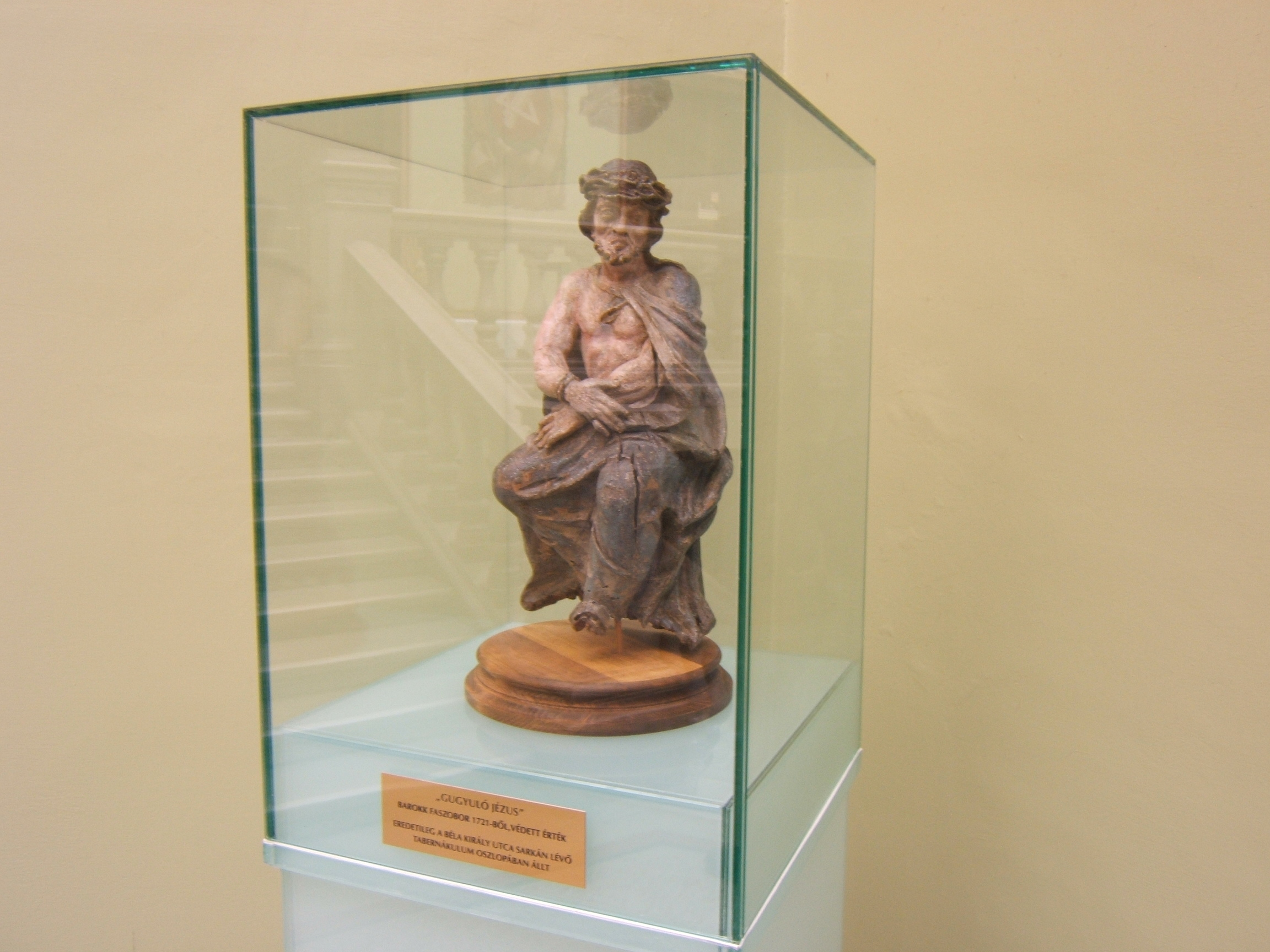
A éves Gugyuló Jézus-szobor a városháza lépcsőházában

A városháza külső falain három, a belső térben két emléktábla található. Kívül 1986-ban helyezték el a törökök kiűzésére emlékező táblát, 2004-ben a város 1712-es újjátelepítési engedélyét kiadó Esterházy Pál hercegét, 2013-ban pedig Siposs Géza városi főjegyző tábláját, a benti két táblán pedig 1998-tól a díszpolgárok és 2003 óta a polgármesterek nevei olvashatók. 2005-ben a kommunizmus áldozataira is táblával emlékeztek meg, ám ezt később a szomszédos Bárány fogadó falára helyezték át.
A lépcsőházban állították ki az eredeti, 304 éves Gugyuló Jézus-szobrot, miután a Csalogány utcai szoborfülkéjéből 2003-ban ellopták, és a rendőrség megtalálta. Azóta a fülkében csak egy másolat látható. A díszteremben látható Bacskay Béla festőművész 1905-ben készült két alkotása, Kossuth Lajos és Deák Ferenc egész alakos portréja. Később két nevezetes polgármesterről készült kép is helyt kapott ugyanitt: 1913-ban Németh István, 1927 tavaszán pedig Kovács-Sebestény Gyula arcképét helyezték el itt, 1924-ben pedig gróf Tisza István egész alakos képét leplezték le. 1902-ben Udvary Géza készített egy falfestményt, amely a város és a vármegye címerét ábrázolja, majd a lépcsőház falára a kaposvári vár egykori épületét is felfestette.
De nem csak művészek hagytak maradandó nyomot az épületben: 1947-ben, amikor a megszálló szovjet katonák itt rendezkedtek be, egyikük cirill betűkkel, orosz nyelven belevéste a lépcsőház márványkorlátjába a következő feliratot: „Megyünk haza, 1947. II. 27.”.